# Na ostří nože
Na ostří nože – singel Ewy Farnej wydany w kwietniu 2016 roku. Piosenka nie należy do żadnej czeskiej płyty wokalistki, ani żadnej nie zapowiada. Jej polski odpowiednik „Na ostrzu” jest drugim singlem z płyty Inna. Telewizyjna premiera singla na żywo miała miejsce 22 marca 2016 w programie Snídaně s Novou. Kolejny raz w telewizji piosenka została zaprezentowana 9 kwietnia na gali Ceny Anděl. Tego samego dnia odbyła się premiera studyjnego nagrania na antenie radia Evropa 2. 12 kwietnia singel został wydany na platformach streamingowych. We wtorek 27 maja 2025 roku, brytyjska piosenkarka Dua Lipa wykonała ten utwór podczas pierwszego koncertu w ramach  trasy Radical Optimism Tour w Pradze. Dzień później, podczas drugiego koncertu zdecydowała się zaśpiewać go ponownie - tym razem w towarzystwie „jej nowej przyjaciółki” Ewy Farnej.

## Teledysk
Teledysk był nagrywany 18 kwietnia 2016 w Warszawie. Premiera teledysku odbyła się 13 lipca na kanale EwaFarnaVEVO.

## Pozycje na listach przebojów
| Lista          | Najwyższa pozycja |
| -------------- | ----------------- |
| Czeskie Top 50 | 18                |
| Radio Top 100  | 55                |